# キング・オブ・デストロイヤー/コナンPART2
『キング・オブ・デストロイヤー/コナンPART2』（原題：Conan the Destroyer）は、ロバート・E・ハワードの小説『英雄コナン』シリーズを原作とする1984年のアメリカ映画である。シュワルツェネッガー主演のコナン・シリーズ映画第2作にあたる。

## 概要
コナンの厳しい前半生を描いて暗い雰囲気のあった前作に比べ、より娯楽性が増し、ファンタジーRPG風の展開になっている。
ジェナ姫役のオリヴィア・ダボは、本作と『ボレロ/愛欲の日々』により1984年（第5回）ゴールデンラズベリー賞（ラジー賞）最低新人俳優賞を受賞した。

## ストーリー
泥棒のマラクと行動を共にしていたコナンは謎の兵士たちに襲われる。彼らを差し向けたのは女王タラミスで、コナンの腕試しだった。コナンの技量を認めたタラミスは、彼にジェナ姫の旅に同行し、「眠れる神」ダゴスを復活させるための角を持ち帰るよう依頼する。タラミスは、ダゴスが復活すれば、その力によりコナンの死んだ恋人ヴァレリアを蘇らせることができるという。引き受けたコナンは、マラク、ジェナ姫とその守り役ボンバータと共に出発する。途中、コナンは旧知の魔法使いアキロ、さらには女戦士ズーラを仲間に加え、最初の目的地、魔法使いのトスアモンの城へ向かう。

## キャスト
| 役名                                                                                             | 俳優                                       | 日本語吹き替え                    | 日本語吹き替え                                                                                |
| 役名                                                                                             | 俳優                                       | TBS版                             | テレビ朝日版                                                                                  |
| ------------------------------------------------------------------------------------------------ | ------------------------------------------ | --------------------------------- | --------------------------------------------------------------------------------------------- |
| コナン                                                                                           | アーノルド・シュワルツェネッガー           | 大塚芳忠                          | 玄田哲章                                                                                      |
| マラク                                                                                           | トレイシー・ウォルター                     | 大山高男                          | 安原義人                                                                                      |
| 女王タラミス                                                                                     | サラ・ダグラス                             | 鈴木弘子                          | 高畑淳子                                                                                      |
| ボンバータ                                                                                       | ウィルト・チェンバレン                     | 平林尚三                          | 郷里大輔                                                                                      |
| ジェナ姫                                                                                         | オリヴィア・ダボ                           | 玉川紗己子                        | 渡辺菜生子                                                                                    |
| アキロ                                                                                           | マコ岩松                                   | 峰恵研                            | 及川ヒロオ                                                                                    |
| ズーラ                                                                                           | グレース・ジョーンズ                       | 山田礼子                          | 山田栄子                                                                                      |
| ダゴス                                                                                           | アンドレ・ザ・ジャイアント(ノンクレジット) |                                   |                                                                                               |
| ナレーション                                                                                     | マコ岩松                                   |                                   | 阪脩                                                                                          |
| その他                                                                                           | N/A                                        | 千葉耕市 北村弘一 他              | 辻村真人 田中信夫 村越伊知郎 竹口安芸子 速見圭 峰恵研 広瀬正志 沢木郁也 追録部分 石住昭彦     |
| 日本語版制作スタッフ                                                                             |                                            |                                   |                                                                                               |
| プロデューサー                                                                                   | プロデューサー                             | 上田正人                          |                                                                                               |
| 演出                                                                                             | 演出                                       | 壺井正                            | 蕨南勝之                                                                                      |
| 翻訳                                                                                             | 翻訳                                       | 高橋京子                          | たかしまちせこ （古瀬由紀子）                                                                 |
| 効果                                                                                             | 効果                                       |                                   | 南部満治 大橋勝次 河合直                                                                      |
| 制作                                                                                             | 制作                                       | グロービジョン TBS                | ニュージャパンフィルム                                                                        |
| 初回放送                                                                                         | 初回放送                                   | 1988年2月9日 『ザ・ロードショー』 | 1989年11月5日 『日曜洋画劇場』 ノーカット追録版 2013年10月19日 WOWOWプライム 『土曜吹替劇場』 |
| ※日本語吹替音声はDVDとBlu-ray Discに収録されなかった。日本語字幕（字幕翻訳：金田文夫）のみ収録。 |                                            |                                   |                                                                                               |

## スタッフ
- 監督：リチャード・フライシャー
- 制作：ラファエラ・デ・ラウレンティス、エドワード・R・プレスマン
- 製作総指揮：ディノ・デ・ラウレンティス、スティーブン・キーステン
- 脚本：ゲリー・コンウェイ
- 音楽：ベイジル・ポールドゥリス
- 撮影：ジャック・カーディフ
- 編集：フランク・ユリオステ
- 美術：ピエール・ルイジ・バジーレ